# 4664 Hanner
4664 Hanner è un asteroide della fascia principale. Scoperto nel 1985, presenta un'orbita caratterizzata da un semiasse maggiore pari a 2,8849226 au e da un'eccentricità di 0,0670848, inclinata di 1,49448° rispetto all'eclittica.
L'asteroide è dedicato alla planetologa statunitense Martha S. Hanner.